# 宁海桥
宁海桥，位于中国福建省莆田市涵江区黄石镇桥兜村。1961年5月10日公布为第一批福建省文物保护单位。2013年3月5日公布为第七批全国重点文物保护单位。